# ABA Liga
La ABA Liga o ABA League, ribattezzata ABA League First Division nel 2017, anche conosciuta come Lega Adriatica, è la massima lega professionistica maschile di pallacanestro a livello regionale, originariamente riservata ai club provenienti dall'ex Jugoslavia (Bosnia ed Erzegovina, Croazia, Montenegro, Macedonia del Nord, Serbia e Slovenia). Per motivi di sponsorizzazione, la lega è stata conosciuta anche come Goodyear League dal 2001 al 2006, NLB League dal 2006 al 2011, ed a partire dal 2021 è conosciuta come AdmiralBet ABA League.
La lega coesiste accanto a campionati nazionali ridimensionati in Bosnia ed Erzegovina, Croazia, Macedonia del Nord, Montenegro, Serbia e Slovenia. La maggioranza dei club dell’ABA League, partecipano anche ai rispettivi campionati nazionali nella tarda primavera, una volta conclusa la stagione regolare e la post-season dell’ABA League. In passato, la lega ha incluso anche club di altri paesi tramite wild card, come la Bulgaria, la Repubblica Ceca, l’Ungheria e Israele
L’Adriatic League è un’iniziativa privata, fondata nel 2001 e gestita fino al 2015 da Sidro, una società a responsabilità limitata con sede in Slovenia. Dal 2015, la lega è amministrata da ABA League JTD, una società con sede a Zagabria dedicata all’organizzazione di competizioni sportive. L’Adriatic Basketball Association è l’organo che organizza la lega ed è stato un membro dell’ULEB fino al 2015, oltre a detenere diritto di voto nel consiglio direttivo di Euroleague Basketball.

## Storia
Nel corso della seconda metà degli anni '90, negli anni successivi alla dissoluzione della Jugoslavia e alle Guerre jugoslave, diversi dirigenti della pallacanestro dei nuovi stati dell'Europa sud-orientale discussero e ipotizzarono informalmente la creazione di una competizione cestistica congiunta, per colmare il vuoto lasciato dallo scioglimento della YUBA liga, la cui ultima stagione risaliva al 1991-1992.
Tuttavia, nessuna iniziativa concreta fu intrapresa prima dell'estate 2000, quando fu creata, con il supporto dell'ULEB, la Euroleague Basketball Company sotto la guida di Jordi Bertomeu. Quest'ultima si scontrò subito con FIBA Europe e decise di accogliere alcuni dei principali club europei nella nuova competizione per la stagione 2000-01, aprendo così una spaccatura organizzativa nel basket europeo. Durante questa divisione, alcuni dirigenti locali dei club affiliati all'ULEB, come Cibona, Olimpija e Budućnost (già partecipanti alla nuova Eurolega "scissionista"), intensificarono le discussioni per creare una lega cestistica regionale.
Sul fronte della comunicazione mediatica, la proposta di una Lega Adriatica fu accolta con reazioni forti e contrastanti. Sebbene molti la considerassero un passo importante per lo sviluppo del basket nei Balcani, altri ritenevano che non apportasse qualità aggiuntiva e che non valesse la pena smantellare i tre campionati nazionali che erano sorti. Ci furono forti reazioni negative soprattutto in Croazia, anche a livello politico, con dibattiti televisivi trasmessi dalla televisione pubblica croata. Una parte dell'opinione pubblica vedeva la nascita della lega come un tentativo politico di ricreare la Jugoslavia. Gli organizzatori cercarono di rassicurare il pubblico croato con dichiarazioni come quella di Radovan Lorbek, rilasciata al quotidiano Slobodna Dalmacija, nel settembre 2001, in cui affermava che "Questa non è una lega jugoslava e non lo diventerà mai. La Lega Adriatica non ha club provenienti da Serbia e Macedonia, dunque non è la stessa cosa della lega jugoslava."
Dieci anni dopo, in un'intervista del 2011 al quotidiano serbo Press, Roman Lisac spiegò che la strategia dietro le quinte della lega era in realtà molto diversa: 
"Sono convinto che la lega non sarebbe mai sopravvissuta senza i club serbi. Coinvolgere Crvena zvezda e Partizan era un obiettivo fin dal primo giorno. Tuttavia, dieci anni fa la situazione era molto più complessa. La politica post-bellica e l'antagonismo erano ancora molto forti, e tutto ciò rendeva più difficile il nostro lavoro. Tutto ciò che aveva il sentore della vecchia Jugoslavia generava molta resistenza, sia in Croazia che in Serbia. Ribadisco: l'idea di includere Crvena zvezda e Partizan c'è sempre stata, ma abbiamo evitato di parlarne pubblicamente per motivi politici."
La lega ha continuato ha subire occasionalmente delle critiche da osservatori del basket europeo per aver ridotto l'importanza e il calendario delle competizioni nazionali che ha parzialmente sostituito, soprattutto da parte di club e personalità influenti in Serbia, tra cui il CT della nazionale serba Svetislav Pesic, che vorrebbero che i membri ABA valorizzassero maggiormente le competizioni interne.

### Fondazione e prime stagioni
La competizione fu approvata in linea di principio durante una riunione a Lubiana il 3 luglio 2001, a cui parteciparono i rappresentanti di quattro club: KK Bosna, KK Budućnost, KK Cibona e KK Olimpia. Questa data è considerata la fondazione ufficiale della lega. I principali artefici furono sei dirigenti sloveni e croati: Roman Lisac, Zmago Sagadin (allenatore dell'Olimpija), Radovan Lorbek (presidente dell'Olimpija), Josip Bilić, Danko Radić e Bože Miličević (presidente della Cibona). Il nome scelto fu "Lega Adriatica", richiamando il Mare Adriatico come denominatore geografico comune, evitando volutamente i termini "Balcani" o "Jugoslavia" che in quel periodo avevano connotazioni fortemente negative in Slovenia e ancor più in Croazia. Due mesi dopo, in Slovenia fu creata la società commerciale Sidro d.o.o. per la gestione della lega.
Il 28 settembre 2001 fu annunciato un accordo quinquennale di sponsorizzazione con l'azienda slovena Sava Tires, di Kranj, una sussidiaria della Goodyear Tire and Rubber Company. L'accordo includeva i diritti di denominazione, per cui dal 2001 al 2006 la competizione fu conosciuta come Goodyear League.
Con dodici club partecipanti, la stagione inaugurale 2001-02 ebbe inizio nell'autunno 2001, con quattro squadre slovene, quattro croate, tre bosniache e una della Jugoslavia federale. La prima partita si giocò a Lubiana tra KK Olimpia e Široki, sabato 29 settembre 2001 alle 17:30.
Sebbene l'obiettivo fosse riunire i club più forti dell'ex Jugoslavia, mancavano all'appello quelli serbi, in particolare i due grandi club di Belgrado: Partizan e Crvena zvezda. Non vi erano nemmeno club a maggioranza serba provenienti dalla Bosnia-Erzegovina. I fondatori evitarono di parlare pubblicamente del problema per timore di polemiche, e la mancata inclusione dei club serbi fu spiegata con preoccupazioni di sicurezza per potenziali disordini tra tifoserie. Un'anticipazione dei possibili rischi si ebbe nel febbraio 2002 quando Cibona e Partizan si affrontarono a Zagabria in Eurolega: l'incontro fu segnato da incidenti e aggressioni, con tifosi croati che lanciarono sassi, razzi e persino piastrelle ai giocatori ospiti, aggredendo fisicamente anche l'allenatore Dusko Vujošević negli spogliatoi.
La stagione inaugurale fu caratterizzata da scarsa affluenza di pubblico e tiepido interesse mediatico. Tuttavia, il 24 febbraio 2002, la lega ricevette una spinta importante con l'ammissione ufficiale dell'ABA come membro effettivo dell'ULEB.
Nel 2002-03, la lega mantenne il numero di 12 squadre, ma con profondi cambiamenti. Quattro club si ritirarono (Sloboda Dita, Budućnost, Triglav e Geoplin Slovan) e furono sostituiti da: Maccabi Tel Aviv (Israele), Crvena zvezda (prima squadra serba nella lega), KK Borac (Bosnia) e KK Zagreb (Croazia).
Era cruciale per la sopravvivenza della lega coinvolgere anche i club serbi. Lorbek e Lisac si recarono a Belgrado nell'aprile 2002 con una proposta per includere tre club della  Jugoslavia federale nella stagione 2002-03. Tuttavia, la proposta fu inizialmente respinta dai rappresentanti di cinque club della nuova YUBA Liga (Partizan, Crvena zvezda, Hemofarm, FMP e Budućnost), che chiesero di essere ammessi tutti insieme o nessuno. L'inclusione di cinque squadre avrebbe portato il totale a 14, aumentando i costi operativi oltre le possibilità degli organizzatori. Tuttavia, nel maggio 2002, Crvena zvezda ruppe l'unità d'intenti degli altri club e, dopo aver nominato Zmago Sagadin nuovo direttore generale, decise autonomamente di entrare nella lega per la stagione 2002-03.

### Sviluppi successivi

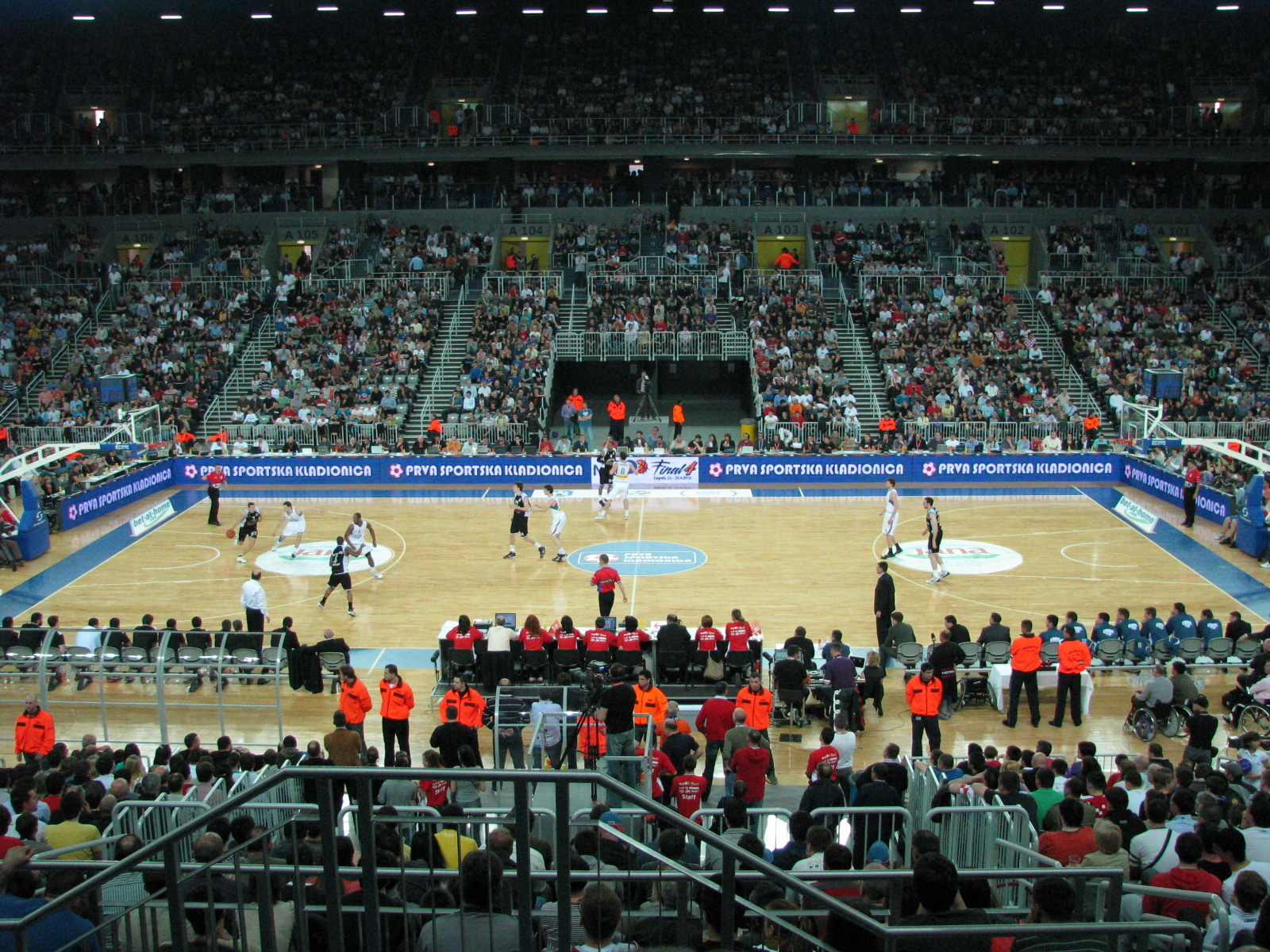
Cibona Zagabria vs Partizan, durante le Finals del 2010.

Nel 2003-04 la lega fu estesa a 14 squadre e Maccabi Tel Aviv si ritirò a causa del clima politico in Serbia. Entrarono nella competizione: KK Reflex, che vinse la lega al debutto, Lovćen 1947, Budućnost e KD Slovan. Nel 2004-05 la lega passò a 16 squadre con l'introduzione del Final Eight e vide l'esordio di Partizan e Hemofarm (che vinse la lega all'esordio). Dopo la stagione, il numero fu riportato a 14 squadre. Nel settembre 2006 la lega firmò un contratto di sponsorizzazione generale con la Nova Ljubljanska Banka (NLB), mantenendo Goodyear tra gli sponsor principali. Nello stesso anno si tenne a Lubiana anche il primo All-Star Game della lega.
Nella stagione 2011-12, Maccabi Tel Aviv tornò a partecipare e vinse il titolo. Inve nella stagione successiva, la 2012-13, per la prima volta una squadra della Macedonia del Nord, il MZT Skopje Aerodrom partecipò alla lega.

### Riforma e Seconda Divisione
Nel 2015 esplose un conflitto tra ABA e FIBA Europe nell'ambito della più ampia disputa tra FIBA ed Euroleague. Il 13 aprile 2015, l'ABA League firmò un accordo quadriennale con Euroleague Basketball per l'assegnazione di 1 posto in Eurolega e 3 in EuroCup. In risposta, FIBA minacciò la sospensione delle sei federazioni nazionali e il 30 aprile revocò il riconoscimento della lega. FIBA voleva che la lega fosse gestita dalle federazioni e dai club, mentre la società Sidro mirava all'indipendenza. A giugno 2015 fu proposta una ristrutturazione con creazione di un nuovo soggetto giuridico controllato dai club, accettata da FIBA. Tuttavia, nell'aprile successivo, FIBA sospese 8 federazioni (tra cui le 6 dell'ABA League, più Russia e Spagna) da EuroBasket 2017 e minacciò di escluderle dai Giochi Olimpici 2016. La sospensione dell'ABA League fu rinnovata nel maggio 2016. Le lettere di FIBA alle federazioni ribadivano che ogni legame con l'Euroleague avrebbe comportato sanzioni. Secondo un'analisi successiva, l'obiettivo di FIBA era indebolire l'Euroleague privandola dei club ABA. A metà 2016, con una tregua raggiunta, FIBA annunciò che nessuna federazione o squadra sarebbe stata sospesa. Nonostante ciò, e la continua partecipazione dei club ABA a Euroleague ed EuroCup, l'ABA League non è più entrata a far parte dell'ULEB.
Dopo la stagione 2016-17, in linea con gli accordi con FIBA, la lega fu ristrutturata in due divisioni, con l'introduzione di un sistema di promozioni e retrocessioni. Ogni divisione comprendeva inizialmente 12 squadre ciascuna. La nuova seconda divisione, che prese il nome di ABA 2 Liga, andava ad includere i migliori club dei campionati nazionali non presenti già nella Prima divisione. 
L'assegnazione dei posti fu oggetto di controversie, ma l'iniziativa portò a un aumento del 25% dell'affluenza nella Prima Divisione.

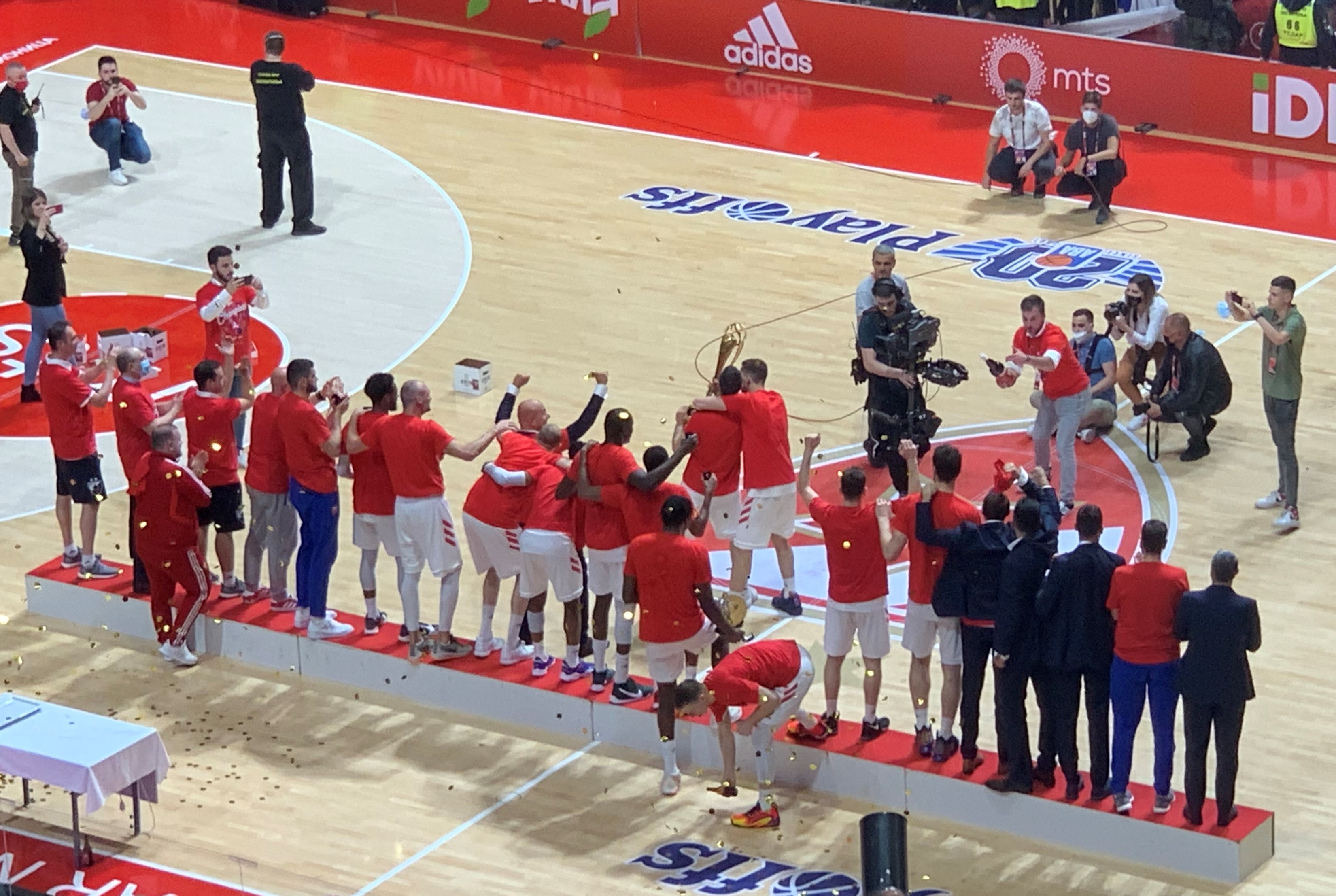
Il KK Crvena zvezda mentre celebra il titolo della stagione 2020-21

Il 23 maggio 2017, l'assemblea della ABA League annunciò le 12 squadre che avrebbero preso parte alla stagione 2017–18. I partecipanti furono decisi in base alla seguente ripartizione: Serbia (tre club), Croazia (tre club), Slovenia (un club), Bosnia ed Erzegovina (un club), Montenegro (un club), Macedonia (un club). Due posti aggiuntivi furono assegnati a squadre provenienti dai paesi con i coefficienti più alti nel ranking nazionale durante la stagione 2016–17. I due paesi in questione furono la Serbia e il Montenegro. Per le prime dieci squadre, la ripartizione per paese fu determinata tramite le cosiddette, Classifiche nazionali, un coefficiente calcolato come somma di tutte le vittorie ottenute dai club di un determinato paese durante la stagione regolare precedente, diviso per il numero di club di quel paese. I due posti rimanenti furono assegnati dal consiglio della lega, che selezionò due wild card.
Il 13 marzo 2018, l'assemblea della Lega Adriatica decise di abolire le classifiche nazionali e, a partire dalla stagione 2018-19, i partecipanti sarebbero stati determinati esclusivamente in base ai risultati ottenuti nelle competizioni organizzate sotto l’egida della Lega Adriatica (ABA League e ABA 2 Liga). La promozione e la retrocessione sarebbero d’ora in avanti basate su questi due livelli di competizione: l’ultima classificata della ABA League viene retrocessa nella Seconda Divisione, mentre la vincitrice della ABA 2 Liga viene promossa.
Inoltre, a partire dalla stagione 2018–19, l’11ª classificata della ABA League e la finalista perdente della ABA 2 Liga disputeranno uno spareggio salvezza per un posto nella 2019-20. Il formato degli spareggi sarà al meglio delle tre partite, con il vantaggio del fattore campo assegnato alla squadra che aveva giocato in Prima Divisione nella stagione precedente. Il numero massimo di club provenienti da un singolo paese ammessi alla ABA League venne fissato a cinque. La squadra che concluderà all’ultimo posto in Prima Divisione avrà un posto garantito nella ABA 2 Liga nella stagione successiva.

### Nuova espansione
Nell'ottobre 2023, il direttore sportivo dell'ABA League dichiarò alla stampa l'intenzione di far partecipare un club di Dubai alla competizione e, possibilmente, ospitare una Final Four nella città. Il 19 marzo 2024, fu annunciato ufficialmente che Dubai Basketball Club avrebbe preso parte alla lega dalla stagione 2024-25, con una licenza triennale.
In vista della stagione 2025-26 il consiglio della lega ABA ha proposto una possibile espansione della lega a 20 squadre, con la concessione di fino a quattro wild card a club di pallacanestro provenienti dall’Europa o da altre regioni del mondo. Alcuni club dell’Europa centrale e occidentale, così come la squadra israeliana dell'Hapoel Tel Aviv, hanno manifestato interesse a partecipare alla competizione. L’8 luglio 2025 è stato annunciato che il club della Romania dell'U-BT Cluj-Napoca e quello dell'Austria del BC Vienna riceveranno una wild card, portando il numero delle squadre partecipanti alla prima divisione a 18.

## Formato
La ABA Liga è attualmente organizzata in 2 fasi:
- La Regular Season, la prima fase, è formata da 18 squadre che si incontrano in partite di andata-ritorno, al termine delle quali le prime otto squadre avanzano alla fase successiva.
- La Postseason, a volte disputata con la formula delle Final Eight, altre volte con la formula delle Final Four (come di recente). Questa fase è l'evento conclusivo della competizione, caratterizzata da turni a eliminazione diretta (3 per F8: quarti, semifinali e finale; 2 per le F4: semifinali e finale), disputati il più delle volte con sfide secche, a volte anche come play offs.

Con l'istituzione della ABA 2 Liga nel 2017 l’ultima classificata della ABA Liga viene retrocessa in Seconda Divisione, mentre la vincitrice di quest’ultima viene promossa. Inoltre, a partire dalla stagione 2018–19, la penultima classificata della ABA League e la finalista perdente della ABA 2 Liga disputeranno uno spareggio salvezza per un posto nella massima serie per la stagione successiva. Il formato degli spareggi sarà al meglio delle tre partite, con il vantaggio del fattore campo assegnato alla squadra che aveva giocato in Prima Divisione nella stagione precedente.

## Squadre partecipanti
I seguenti 18 club partecipano alla ABA Liga 2025-2026
| Borac Čačak       | Budućnost        | Cedevita Olimpija | Bosna Royal |
| Stella Rossa      | Dubai BC         | FMP Belgrado      | Igokea      |
| Krka Novo mesto   | Mega Belgrado    | Ilirija Lubiana   | Partizan    |
| Studentski Centar | Spartak Subotica | Spalato           | Zara        |
| U Cluj            | BC Vienna        |                   |             |

## Albo d'oro
| Stagione  | Vincitore        | Risultato                         | Finalista        | MVP della Finale                                                        |
| --------- | ---------------- | --------------------------------- | ---------------- | ----------------------------------------------------------------------- |
| 2001-2002 | Olimpija Lubiana | 73 - 59                           | Krka Novo mesto  | Jure Zdovc, Olimpija Lubiana                                            |
| 2002-2003 | Zara             | 91 - 88                           | Maccabi Tel Aviv | Marko Popović, Zara                                                     |
| 2003-2004 | FMP Železnik     | 71 - 70                           | Cibona Zagabria  | Ognjen Aškrabić, FMP Železnik                                           |
| 2004-2005 | Hemofarm Vršac   | 89 - 76                           | Partizan         | Nebojša Bogavac, Hemofarm Vršac                                         |
| 2005-2006 | FMP Železnik     | 73 - 72                           | Partizan         | Vonteego Cummings, Partizan                                             |
| 2006-2007 | Partizan         | 85 - 83 94 - 82                   | FMP Železnik     | Vonteego Cummings, Partizan (gara 1) Zoran Erceg, FMP Železnik (gara 2) |
| 2007-2008 | Partizan         | 69 - 51                           | Hemofarm Vršac   | Nikola Peković, Partizan                                                |
| 2008-2009 | Partizan         | 63 - 49                           | Cibona Zagabria  | Novica Veličković, Partizan                                             |
| 2009-2010 | Partizan         | 75 - 74 dts                       | Cibona Zagabria  | Jamont Gordon, Cibona Zagabria                                          |
| 2010-2011 | Partizan         | 77 - 74                           | Olimpija Lubiana | Nathan Jawai, Partizan                                                  |
| 2011-2012 | Maccabi Tel Aviv | 87 - 77                           | Cedevita Junior  | Keith Langford, Maccabi Tel Aviv                                        |
| 2012-2013 | Partizan         | 71 - 63                           | Stella Rossa     | Raško Katić, Stella Rossa                                               |
| 2013-2014 | Cibona Zagabria  | 72 - 59                           | Cedevita Junior  | Dario Šarić, Cibona Zagabria                                            |
| 2014-2015 | Stella Rossa     | 3 - 1 (serie al meglio di 5 gare) | Cedevita Junior  | Boban Marjanović, Stella Rossa                                          |
| 2015-2016 | Stella Rossa     | 3 - 0 (serie al meglio di 5 gare) | Mega Belgrado    | Stefan Jović, Stella Rossa                                              |
| 2016-2017 | Stella Rossa     | 3 - 0 (serie al meglio di 5 gare) | Cedevita Junior  | Charles Jenkins, Stella Rossa                                           |
| 2017-2018 | Budućnost        | 3 - 1 (serie al meglio di 5 gare) | Stella Rossa     | Nemanja Gordić, Budućnost                                               |
| 2018-2019 | Stella Rossa     | 3 - 2 (serie al meglio di 5 gare) | Budućnost        | Billy Baron, Stella Rossa                                               |
| 2019-2020 | Non assegnato    | Non assegnato                     | Non assegnato    | Non assegnato                                                           |
| 2020-2021 | Stella Rossa     | 3 - 2 (serie al meglio di 5 gare) | Budućnost        | Landry Nnoko, Stella Rossa                                              |
| 2021-2022 | Stella Rossa     | 3 - 2 (serie al meglio di 5 gare) | Partizan         | Ognjen Dobrić, Stella Rossa                                             |
| 2022-2023 | Partizan         | 3 - 2 (serie al meglio di 5 gare) | Stella Rossa     | Kevin Punter, Partizan                                                  |
| 2023-2024 | Stella Rossa     | 3 - 0 (serie al meglio di 5 gare) | Partizan         | Yago dos Santos, Stella Rossa                                           |
| 2024-2025 | Partizan         | 3 - 1 (serie al meglio di 5 gare) | Budućnost        | Tyrique Jones, Partizan                                                 |

## Statistiche

### Vittorie per club
| Club             | Titolo | Città     | Anno                                           |
| ---------------- | ------ | --------- | ---------------------------------------------- |
| Partizan         | 8      | Belgrado  | 2007, 2008, 2009, 2010, 2011, 2013, 2023, 2025 |
| Stella Rossa     | 7      | Belgrado  | 2015, 2016, 2017, 2019, 2021, 2022, 2024       |
| FMP Železnik     | 2      | Belgrado  | 2004, 2006                                     |
| Olimpija Lubiana | 1      | Lubiana   | 2002                                           |
| Zara             | 1      | Zara      | 2003                                           |
| Vršac            | 1      | Vršac     | 2005                                           |
| Maccabi Tel Aviv | 1      | Tel Aviv  | 2012                                           |
| Cibona Zagabria  | 1      | Zagabria  | 2014                                           |
| Budućnost        | 1      | Podgorica | 2018                                           |

### Vittorie per nazione
| Nazione    | Vittorie | Secondo Posto | Finali |
| ---------- | -------- | ------------- | ------ |
| Serbia     | 18       | 10            | 28     |
| Croazia    | 2        | 7             | 9      |
| Montenegro | 1        | 3             | 4      |
| Slovenia   | 1        | 2             | 3      |
| Israele    | 1        | 1             | 2      |
| Totale     | 23       | 23            | 46     |

## Nazioni Partecipanti
| Nazione              | Edizioni | Edizioni | Edizioni | Edizioni | Edizioni | Edizioni | Edizioni | Edizioni | Edizioni | Edizioni | Edizioni | Edizioni | Edizioni | Edizioni | Edizioni | Edizioni | Edizioni | Edizioni | Edizioni | Edizioni | Edizioni | Edizioni | Edizioni | Edizioni | Edizioni |
| Nazione              | 01-02    | 02-03    | 03-04    | 04-05    | 05-06    | 06-07    | 07-08    | 08-09    | 09-10    | 10-11    | 11-12    | 12-13    | 13-14    | 14-15    | 15-16    | 16-17    | 17-18    | 18-19    | 19-20    | 20-21    | 21-22    | 22-23    | 23-24    | 24-25    | 25-26    |
| -------------------- | -------- | -------- | -------- | -------- | -------- | -------- | -------- | -------- | -------- | -------- | -------- | -------- | -------- | -------- | -------- | -------- | -------- | -------- | -------- | -------- | -------- | -------- | -------- | -------- | -------- |
| Austria              |          |          |          |          |          |          |          |          |          |          |          |          |          |          |          |          |          |          |          |          |          |          |          |          | x        |
| Bosnia ed Erzegovina | x        | x        | x        | x        | x        | x        | x        | x        | x        | x        | x        | x        | x        | x        | x        | x        | x        | x        | x        | x        | x        | x        | x        | x        | x        |
| Bulgaria             |          |          |          |          |          |          |          |          |          |          |          |          |          | x        |          |          |          |          |          |          |          |          |          |          |          |
| Croazia              | x        | x        | x        | x        | x        | x        | x        | x        | x        | x        | x        | x        | x        | x        | x        | x        | x        | x        | x        | x        | x        | x        | x        | x        | x        |
| Rep. Ceca            |          |          |          |          |          |          |          |          |          | x        |          |          |          |          |          |          |          |          |          |          |          |          |          |          |          |
| Emirati Arabi Uniti  |          |          |          |          |          |          |          |          |          |          |          |          |          |          |          |          |          |          |          |          |          |          |          | x        | x        |
| Israele              |          | x        |          |          |          |          |          |          |          |          | x        |          |          |          |          |          |          |          |          |          |          |          |          |          |          |
| Montenegro           | x        |          | x        | x        |          | x        | x        | x        | x        | x        | x        | x        | x        | x        | x        | x        | x        | x        | x        | x        | x        | x        | x        | x        | x        |
| Macedonia del Nord   |          |          |          |          |          |          |          |          |          |          |          | x        | x        | x        | x        | x        | x        |          |          |          |          | x        |          |          |          |
| Romania              |          |          |          |          |          |          |          |          |          |          |          |          |          |          |          |          |          |          |          |          |          |          |          |          | x        |
| Serbia               |          | x        | x        | x        | x        | x        | x        | x        | x        | x        | x        | x        | x        | x        | x        | x        | x        | x        | x        | x        | x        | x        | x        | x        | x        |
| Slovenia             | x        | x        | x        | x        | x        | x        | x        | x        | x        | x        | x        | x        | x        | x        | x        | x        | x        | x        | x        | x        | x        | x        | x        | x        | x        |
| Ungheria             |          |          |          |          |          |          |          |          |          |          |          | x        | x        | x        |          |          |          |          |          |          |          |          |          |          |          |
| Nazioni partecipanti | 13       |          |          |          |          |          |          |          |          |          |          |          |          |          |          |          |          |          |          |          |          |          |          |          |          |

Legenda:
- x = i club di questo paese partecipavano in questa edizione.
- casella dorata = un club di questa nazione ha vinto il titolo.

## Premi e riconoscimenti
Ogni stagione, la ABA League assegna una serie di premi individuali per riconoscere le prestazioni più eccezionali offerte da giocatori, allenatori e giovani talenti durante il campionato. I riconoscimenti vengono attribuiti al termine della stagione regolare e dei playoff, tenendo conto di statistiche, impatto sul gioco, votazioni degli addetti ai lavori e risultati ottenuti dalle squadre.
I principali premi assegnati includono:
- ABA Liga MVP (MVP) – assegnato al giocatore considerato il più determinante dell’intera stagione.
- ABA Liga Finals MVP – destinato al miglior giocatore delle finali playoff.
- ABA Liga Best Defensive Player – riconoscimento per il miglior rendimento difensivo.
- ABA Liga Top Prospect – dedicato al miglior talento under-21 della stagione.
- ABA Liga Coach of the Year – premio al tecnico che ha saputo distinguersi per risultati, innovazione tattica o rendimento della squadra.

Inoltre al termine di ogni stagione la lega scegli i cinque giocatori da inserire nel Quintetto ideale della ABA Liga.

## Record

### Primati individuali
Fonte: ABA League Statistiche giocatori
| Statistica                            | Record | Giocatore          | Squadra          | Avversario          | Data              |
| ------------------------------------- | ------ | ------------------ | ---------------- | ------------------- | ----------------- |
| Punteggio di valutazione più alto     | 59     | Dejan Milojević    | Budućnost        | FMP Železnik        | 3 gennaio 2004    |
| Maggior numero di punti               | 47     | Daron Russell      | Mornar Bar       | Zara                | 9 ottobre 2022    |
| Maggior numero di tiri da due segnati | 17     | Márton Báder       | Szolnoki Olaj    | Široki              | 7 ottobre 2012    |
| Maggior numero di triple segnate      | 10     | Josip Sesar        | Široki           | Olimpija Lubiana    | 19 novembre 2005  |
| Maggior numero di triple segnate      | 10     | Teemu Rannikko     | Olimpija Lubiana | KK Zagabria         | 18 dicembre 2005  |
| Maggior numero di tiri liberi segnati | 19     | Igor Rakočević     | Stella Rossa     | FMP Železnik        | 16 aprile 2004    |
| Maggior numero di tiri liberi segnati | 19     | Milan Gurović      | Stella Rossa     | FMP Belgrado        | 30 settembre 2006 |
| Maggior numero di tiri liberi segnati | 19     | Milan Gurović      | Stella Rossa     | FMP Belgrado        | 16 dicembre 2006  |
| Maggior numero di tiri liberi segnati | 19     | Damir Mulaomerović | KK Zagabria      | FMP Belgrado        | 19 gennaio 2010   |
| Maggior numero di rimbalzi            | 23     | Tommy Smith        | Spalato          | FMP Železnik        | 4 ottobre 2003    |
| Maggior numero di rimbalzi            | 23     | Boris Savović      | Vršac            | Radnički Kragujevac | 22 ottobre 2011   |
| Maggior numero di assist              | 19     | Žan Mark Šiško     | Primorska        | Zara                | 9 dicembre 2019   |
| Maggior numero di palle rubate        | 9      | Curtis McCants     | Spalato          | KK Zagabria         | 16 dicembre 2003  |
| Maggior numero di palle rubate        | 9      | Andrés Rodríguez   | Olimpija Lubiana | Partizan            | 7 novembre 2004   |
| Maggior numero di palle rubate        | 9      | Jure Močnik        | Helios Domžale   | Spalato             | 6 aprile 2005     |
| Maggior numero di stoppate            | 7      | Smiljan Pavič      | Olimpija Lubiana | Bosna Royal         | 27 novembre 2004  |
| Maggior numero di stoppate            | 7      | Slavko Vraneš      | Partizan         | Cibona Zagabria     | 10 gennaio 2010   |
| Maggior numero di stoppate            | 7      | Shawn James        | Maccabi Tel Aviv | Zlatorog Laško      | 5 gennaio 2012    |
| Maggior numero di stoppate            | 7      | Zoran Nikolić      | Budućnost        | Igokea              | 15 ottobre 2016   |
| Maggior numero di stoppate            | 7      | Uroš Luković       | Mornar Bar       | Mega Belgrado       | 14 dicembre 2019  |
| Maggior numero di palle perse         | 11     | Jiří Welsch        | Olimpija Lubiana | Zlatorog Laško      | 9 febbraio 2002   |
| Maggior numero di palle perse         | 11     | Nikola Korač       | Sutjeska Nikšić  | Mega Belgrado       | 30 ottobre 2015   |
| Maggior numero di palle perse         | 11     | Nejc Barič         | Spalato          | FMP Belgrado        | 14 dicembre 2021  |
| Maggior numero di palle perse         | 11     | Luka Božić         | Zara             | Borac Čačak         | 23 ottobre 2022   |

### Primati di squadra
| Statistica                                      | Record                     | Squadra             | Stagione          |
| ----------------------------------------------- | -------------------------- | ------------------- | ----------------- |
| Striscia di vittorie più lunga                  | 20 vittorie consecutive    | Stella Rossa        | 2015-15 e 2016-17 |
| Striscia di sconfitte più lunga                 | 21 sconfitte consecutive   | Levski Sofia        | 2015-15           |
| Maggior scarto di vittoria                      | +60 punti                  | Partizan vs Spalato | 2021-22           |
| Maggior numero di vittorie in una stagione      | 25 vittorie su 26 partite  | Stella Rossa        | 2016-17           |
| Maggior numero di sconfitte in una stagione     | 21 sconfitte su 22 partite | Bosna Royal         | 2002-03           |
| Maggior numero di punti segnati in una stagione | 2591 punti in 30 partite   | Vršac               | 2004-05           |
| Maggior numero di punti segnati in una stagione | 2325 punti in 26 partite   | Stella Rossa        | 2006-07           |
| Minor numero di punti segnati in una stagione   | 1443 punti in 22 partite   | Bosna Royal         | 2001-02           |
| Minor numero di punti segnati in una stagione   | 1688 punti in 26 partite   | Zlatorog Laško      | 2011-12           |

### Marcatori All-time
Dalla stagione 2001-02 alla stagione 2024-25:
| Primatisti                 | Primatisti         | Primatisti |
| -------------------------- | ------------------ | ---------- |
| Punti                      | Nemanja Gordić     | 3,404      |
| Tiri realizzati            | Nemanja Gordić     | 1,180      |
| Tiri da tre punti          | Suad Šehović       | 406        |
| Rimbalzi difensivi         | Marin Rozić        | 1,043      |
| Rimbalzi offensivi         | Alen Omić          | 541        |
| Rimbalzi totali            | Alen Omić          | 1,423      |
| Assist                     | Nemanja Gordić     | 1,224      |
| Palle rubate               | Nebojša Joksimović | 401        |
| Stoppate                   | Uroš Luković       | 283        |
| Miglior indice valutazione | Nemanja Gordić     | 3,272      |
| Partite giocate            | Branko Lazić       | 426        |

Fonte: ABA League Statistiche giocatori